# Game Maker's Toolkit
Pour les articles homonymes, voir Mark Brown (homonymie) et Brown.
Game Maker's Toolkit (GMTK) est une série d'analyse du jeu vidéo créée et présentée par Mark Brown, un journaliste de jeux vidéo britannique. 
L'émission examine et explique divers aspects de la conception de jeux vidéo et est censée aider les téléspectateurs à réfléchir à la conception des jeux auxquels ils jouent et encourager les développeurs à améliorer leur métier. Il existe également des vidéos plus ciblées, abordant des questions d'accessibilité dans les jeux vidéo ou de conception des niveaux,.
La première vidéo GMTK est publiée en 2014. La série est hébergée sur une chaîne YouTube du même nom et elle est financée par les téléspectateurs via Patreon.
Depuis 2017, Mark Brown anime également un game jam GMTK annuelle sur itch.io. Chaque jam a un thème différent - un défi de conception - et les candidats ont 48 heures pour concevoir et créer un jeu vidéo correspondant à ce thème.

## Histoire
Avant de lancer Game Maker's Toolkit, Mark Brown est journaliste de jeux vidéo. En tant qu'écrivain indépendant, il écrit pour GamesRadar, Wired, et The Escapist, entre autres. En 2010 et 2011, il contribue à Eurogamer et écrit des critiques de jeux vidéo. 
Brown rejoint ensuite en août 2012 Pocket Gamer, une publication britannique sur les jeux mobiles, en tant que rédacteur d'actualités et plus tard en tant que rédacteur général. Il quitte son poste de rédacteur en chef en janvier 2017 pour se concentrer sur Game Maker's Toolkit,. Depuis lors, Brown a écrit occasionnellement en tant que pigiste, et il publie des critiques de jeux sur sa page Patreon pour les spectateurs de Game Maker's Toolkit.
Le premier épisode de Game Maker's Toolkit, "Adaptive Soundtracks", est publié en novembre 2014. Les premiers épisodes sont diffusés de manière irrégulière, toutes les trois à cinq semaines. Chaque vidéo traite d'un certain problème de conception de jeux vidéo et de sa mise en œuvre dans des jeux spécifiques. En 2016 et 2017, les épisodes GMTK commencent à devenir plus longs, souvent avec une durée de plus de 10 minutes, et ils sont publiés plus fréquemment. Depuis 2018, Brown publie en moyenne deux vidéos par mois.
Brown lance un financement participatif sur Patreon en 2015, permettant aux téléspectateurs de soutenir GMTK avec de petites contributions d'argent chaque mois. En décembre 2016, il annonce grâce à cela bientôt commencer travailler à plein temps sur Game Maker's Toolkit.
En 2016, Brown a lancé une nouvelle émission parallèle sur sa chaîne YouTube, appelée Boss Keys. Cette série explore la disposition et la conception des donjons de la franchise The Legend of Zelda. Chaque vidéo couvre un seul jeu de la série The Legend of Zelda. Brown développe également un système de cartographie pour décrire les dispositions des donjons. Dans la deuxième saison de Boss Keys, qui débute en juillet 2018, Brown discute de la disposition des mondes de jeu dans le genre metroidvania, comme ceux de la série Metroid.
Une deuxième émission, Designing for Disability, est lancée en juillet 2018. Cette série explore l'accessibilité dans les jeux vidéo, décrit les obstacles qui peuvent empêcher certaines personnes de profiter de jeux spécifiques et présente des lignes directrices et des pratiques qui rendent les jeux vidéo plus accueillants pour les joueurs handicapés,,,. En novembre 2019, il poursuit la série avec une revue de l'accessibilité dans les jeux en 2019.

## Accueil
Les vidéos de GMTK sont couvertes par des sites Web de jeux vidéo, tels que Gamasutra, Kotaku et Rock, Paper, Shotgun. La série Designing for Disability est incluse la sélection Polygon des meilleurs vidéos essais de 2018 et le journal qualifie Brown comme "l'une des personnes les plus mesurées et les plus méticuleuses de la critique de jeux vidéo". The Daily Telegraph mentionne Brown comme l'un des "20 YouTubers de jeu que vous devriez suivre", décrivant GMTK comme "un regard intelligent sur la philosophie de conception derrière les jeux populaires". Le magazine artistique Hyperallergic inclut la vidéo GMTK "The Challenge of Cameras" dans son tour d'horizon de documentaires Web.
Game Maker's Toolkit est également cité par certains développeurs de jeux vidéo. Nicolae Berbece, concepteur de Move or Die, recommande par exemple la chaîne de Brown lors de son discours à la Game Developers Conference Europe 2016. Riot Games inclut aussi GMTK dans sa liste de ressources pour la conception de leur jeux.

## Game Jam
Game Maker's Toolkit organise un game jam annuelle sur itch.io depuis 2017. Les développeurs concurrents ont 48 heures pour concevoir et créer un jeu vidéo correspondant à un thème dévoilé au début du jam. Les thèmes sont des défis de conception.
| no | Date de début   | Date de fin      | Thème                          | Thème                             | Nombre de partcipants | Nombre de Jeux | Remarques |
| no | Date de début   | Date de fin      | en anglais                     | traduction en français            | Nombre de partcipants | Nombre de Jeux | Remarques |
| -- | --------------- | ---------------- | ------------------------------ | --------------------------------- | --------------------- | -------------- | --- |
| 1  | 14 juillet 2017 | 17 juillet 2017  | Downwell's Dual Purpose Design | Design à double usage de Downwell | 2 857                 | 731            | Le jeu Rollerdrome a été orignellement conçu pour cette game jam. |
| 2  | 31 août 2018    | 2 septembre 2018 | Genre without mechanic         | Genre sans mécanique              | 3 313                 | 1 029          | Thème inspiré de Snake Pass, un jeu de plateforme dans lequel le joueur ne peut pas sauter. |
| 3  | 2 août 2019     | 4 août 2019      | Only one                       | Un seul                           | 7 590                 | 2 648          | |
| 4  | 10 juillet 2020 | 12 juillet 2020  | Out of control                 | Hors de contrôle                  | 18 326                | 5 477          | Ce qui en fait à l'époque la plus grande jam de jeux organisée en ligne de l'histoire,. |
| 5  | 11 juin 2021    | 13 juin 2021     | Joined together                | Réunis                            | 21 967                | 5 817          | Le nombre de jeux battant le record de l'année précédente. 150 077 notes sont attribuées pour toutes les entrées. |
| 6  | 15 juillet 2022 | 17 juillet 2022  | Roll of the Dice               | Roulement du dé                   | ~22 000               | 6 045          | |
| 7  | 7 juillet 2023  | 9 juillet 2023   | Roles reversed                 | Rôles inversés                    | ~23 100               | 6 745          | |
| 8  | 16 août 2024    | 20 août 2024     | Build to scale                 | Construire à l'échelle            | ~32 500               | 7 674          | Le nombre de jeux réalisés avec Godot a grandement augmenté par rapport à l'année précédente,, confirmant la montée en popularité du moteur depuis l'annonce contestée du changement de modèle économique d'Unity fin 2023. |